# ماکو مورینو
ماکو مورینو (انگلیسی: Mako Morino؛ زادهٔ ۲۴ ژانویهٔ ۱۹۸۷) صداپیشه، شخصیت‌های تلویزیونی در ژاپن، و مدل (شخص) اهل ژاپن است. وی از سال ۲۰۰۹ میلادی تاکنون مشغول فعالیت بوده‌است.